# Temporada do Campeonato Mundial de Superbike de 2012
A Temporada de SBK de 2012 será a 25º deste mundial promovido pela FIM.

## Calendário e resultados das corridas
| Etapas | Etapas | Local          | Circuito                              | Data            | Superpole        | Volta mais rápida | Piloto vencedor   | Equipe vencedora              | Info   |
| ------ | ------ | -------------- | ------------------------------------- | --------------- | ---------------- | ----------------- | ----------------- | ----------------------------- | ------ |
| 1      | R1     | Australia      | Phillip Island Grand Prix Circuit     | 26 de Fevereiro | Tom Sykes        | Max Biaggi        | Max Biaggi        | Aprilia Racing Team           | Report |
| 1      | R2     | Australia      | Phillip Island Grand Prix Circuit     | 26 de Fevereiro | Tom Sykes        | Carlos Checa      | Carlos Checa      | Althea Racing                 | Report |
| 2      | R1     | Italy          | Autodromo Enzo e Dino Ferrari         | 1° de Abril     | Tom Sykes        | Carlos Checa      | Carlos Checa      | Althea Racing                 | Report |
| 2      | R2     | Italy          | Autodromo Enzo e Dino Ferrari         | 1° de Abril     | Tom Sykes        | Tom Sykes         | Carlos Checa      | Althea Racing                 | Report |
| 3      | R1     | Netherlands    | TT Circuit Assen                      | 22 de Abril     | Tom Sykes        | Sylvain Guintoli  | Sylvain Guintoli  | Team Effenbert Liberty Racing | Report |
| 3      | R2     | Netherlands    | TT Circuit Assen                      | 22 de Abril     | Tom Sykes        | Carlos Checa      | Jonathan Rea      | Honda World Superbike Team    | Report |
| 4      | R1     | Italy          | Autodromo Nazionale di Monza          | 6 de Maio       | Sylvain Guintoli | Corrida cancelada | Corrida cancelada | Corrida cancelada             | Report |
| 4      | R2     | Italy          | Autodromo Nazionale di Monza          | 6 de Maio       | Sylvain Guintoli | Tom Sykes         | Tom Sykes         | Kawasaki Racing Team          | Report |
| 5      | R1     | United Kingdom | Donington Park                        | 13 de Maio      | Tom Sykes        | Max Biaggi        | Marco Melandri    | BMW Motorrad Motorsport       | Report |
| 5      | R2     | United Kingdom | Donington Park                        | 13 de Maio      | Tom Sykes        | Max Biaggi        | Jonathan Rea      | Honda World Superbike Team    | Report |
| 6      | R1     | United States  | Miller Motorsports Park               | 28 de Maio      | Jakub Smrž       | Marco Melandri    | Carlos Checa      | Althea Racing                 | Report |
| 6      | R2     | United States  | Miller Motorsports Park               | 28 de Maio      | Jakub Smrž       | Carlos Checa      | Marco Melandri    | BMW Motorrad Motorsport       | Report |
| 7      | R1     | San Marino     | Misano World Circuit Marco Simoncelli | 10 de Junho     | Tom Sykes        | Carlos Checa      | Max Biaggi        | Aprilia Racing Team           | Report |
| 7      | R2     | San Marino     | Misano World Circuit Marco Simoncelli | 10 de Junho     | Tom Sykes        | Max Biaggi        | Max Biaggi        | Aprilia Racing Team           | Report |
| 8      | R1     | Spain          | Motorland Aragón                      | 1° de Julho     | Tom Sykes        | Marco Melandri    | Max Biaggi        | Aprilia Racing Team           | Report |
| 8      | R2     | Spain          | Motorland Aragón                      | 1° de Julho     | Tom Sykes        | Marco Melandri    | Marco Melandri    | BMW Motorrad Motorsport       | Report |
| 9      | R1     | Czech Republic | Masaryk Circuit                       | 22 Julho        | Tom Sykes        | Carlos Checa      | Marco Melandri    | BMW Motorrad Motorsport       | Report |
| 9      | R2     | Czech Republic | Masaryk Circuit                       | 22 Julho        | Tom Sykes        | Tom Sykes         | Marco Melandri    | BMW Motorrad Motorsport       | Report |
| 10     | R1     | United Kingdom | Silverstone Circuit                   | 5 de Agosto     | Jakub Smrž       | Ayrton Badovini   | Loris Baz         | Kawasaki Racing Team          | Report |
| 10     | R2     | United Kingdom | Silverstone Circuit                   | 5 de Agosto     | Jakub Smrž       | Loris Baz         | Sylvain Guintoli  | PATA Racing Team              | Report |
| 11     | R1     | Russia         | Moscow Raceway                        | 26 de Agosto    | Carlos Checa     | Leon Haslam       | Tom Sykes         | Kawasaki Racing Team          | Report |
| 11     | R2     | Russia         | Moscow Raceway                        | 26 de Agosto    | Carlos Checa     | Marco Melandri    | Marco Melandri    | BMW Motorrad Motorsport       | Report |
| 12     | R1     | Germany        | Nürburgring                           | 9 de Setembro   | Max Biaggi       | Max Biaggi        | Max Biaggi        | Aprilia Racing Team           | Report |
| 12     | R2     | Germany        | Nürburgring                           | 9 de Setembro   | Max Biaggi       | Carlos Checa      | Chaz Davies       | ParkinGO MTC Racing           | Report |
| 13     | R1     | Portugal       | Autódromo Internacional do Algarve    | 23 de Setembro  | Tom Sykes        | Carlos Checa      | Tom Sykes         | Kawasaki Racing Team          | Report |
| 13     | R2     | Portugal       | Autódromo Internacional do Algarve    | 23 de Setembro  | Tom Sykes        | Eugene Laverty    | Eugene Laverty    | Aprilia Racing Team           | Report |
| 14     | R1     | France         | Circuit de Nevers Magny-Cours         | 7 de Outubro    | Tom Sykes        | Sylvain Guintoli  | Sylvain Guintoli  | PATA Racing Team              | Report |
| 14     | R2     | France         | Circuit de Nevers Magny-Cours         | 7 de Outubro    | Tom Sykes        | Davide Giugliano  | Tom Sykes         | Kawasaki Racing Team          | Report |

Notas de rodapé
1. ↑  Superpole cancelado; grid para ambas as corridas estabelecidas a partir das duas sessões de qualificação.[2]
2. ↑  Depois que a primeira tentativa de corrida foi interrompida quando os pilotos estavam completando a terceira volta, a corrida foi abandonada após ser considerada insegura para um reinício.[3][4]

## Pilotos e equipes
| Lista de inscritos             | Lista de inscritos | Lista de inscritos   | Lista de inscritos | Lista de inscritos | Lista de inscritos |
| Equipe                         | Construtor         | Moto                 | No.                | Piloto             | Etapas             |
| ------------------------------ | ------------------ | -------------------- | ------------------ | ------------------ | ------------------ |
| Crescent Fixi Suzuki           | Suzuki             | Suzuki GSX-R1000     | 2                  | Leon Camier        | Todas              |
| Crescent Fixi Suzuki           | Suzuki             | Suzuki GSX-R1000     | 21                 | John Hopkins       | 2–4, 6–14          |
| Crescent Fixi Suzuki           | Suzuki             | Suzuki GSX-R1000     | 25                 | Josh Brookes       | 1                  |
| Crescent Fixi Suzuki           | Suzuki             | Suzuki GSX-R1000     | 60                 | Peter Hickman      | 5                  |
| Aprilia Racing Team            | Aprilia            | Aprilia RSV4 Factory | 3                  | Max Biaggi         | Todas              |
| Aprilia Racing Team            | Aprilia            | Aprilia RSV4 Factory | 58                 | Eugene Laverty     | Todas              |
| Honda World Superbike Team     | Honda              | Honda CBR1000RR      | 4                  | Hiroshi Aoyama     | Todas              |
| Honda World Superbike Team     | Honda              | Honda CBR1000RR      | 65                 | Jonathan Rea       | Todas              |
| Team Pedercini                 | Kawasaki           | Kawasaki ZX-10R      | 5                  | Alexander Lundh    | 11–14              |
| Team Pedercini                 | Kawasaki           | Kawasaki ZX-10R      | 20                 | David Johnson      | 10                 |
| Team Pedercini                 | Kawasaki           | Kawasaki ZX-10R      | 36                 | Leandro Mercado    | 2–9                |
| Team Pedercini                 | Kawasaki           | Kawasaki ZX-10R      | 44                 | David Salom        | 1–4, 6–13          |
| Team Pedercini                 | Kawasaki           | Kawasaki ZX-10R      | 67                 | Bryan Staring      | 1                  |
| Team Pedercini                 | Kawasaki           | Kawasaki ZX-10R      | 69                 | David McFadden     | 11                 |
| Team Pedercini                 | Kawasaki           | Kawasaki ZX-10R      | 71                 | Claudio Corti      | 14                 |
| Team Pedercini                 | Kawasaki           | Kawasaki ZX-10R      | 101                | Gary Mason         | 5                  |
| Althea Racing                  | Ducati             | Ducati 1098R         | 7                  | Carlos Checa       | Todas              |
| Althea Racing                  | Ducati             | Ducati 1098R         | 34                 | Davide Giugliano   | Todas              |
| Prop-tech ltd                  | Honda              | Honda CBR1000RR      | 13                 | Viktor Kispataki   | 9                  |
| Boulder Motor Sports           | Ducati             | Ducati 1098R         | 14                 | Shane Turpin       | 6                  |
| Team Pro Ride Real Game Honda  | Honda              | Honda CBR1000RR      | 15                 | Lorenzo Alfonsi    | 2                  |
| Team Pro Ride Real Game Honda  | Honda              | Honda CBR1000RR      | 35                 | Raffaele De Rosa   | 1                  |
| Grillini Progea Superbike Team | BMW                | BMW S1000RR          | 16                 | Jake Holden        | 6                  |
| Grillini Progea Superbike Team | BMW                | BMW S1000RR          | 18                 | Mark Aitchison     | 1–5                |
| Grillini Progea Superbike Team | BMW                | BMW S1000RR          | 23                 | Federico Sandi     | 7                  |
| Grillini Progea Superbike Team | BMW                | BMW S1000RR          | 64                 | Norino Brignola    | 8–10, 12–14        |
| Kawasaki Racing Team           | Kawasaki           | Kawasaki ZX-10R      | 17                 | Joan Lascorz       | 1–2                |
| Kawasaki Racing Team           | Kawasaki           | Kawasaki ZX-10R      | 66                 | Tom Sykes          | Todas              |
| Kawasaki Racing Team           | Kawasaki           | Kawasaki ZX-10R      | 76                 | Loris Baz          | 5–14               |
| Kawasaki Racing Team           | Kawasaki           | Kawasaki ZX-10R      | 199                | Sergio Gadea       | 4                  |
| ParkinGO MTC Racing            | Aprilia            | Aprilia RSV4 Factory | 19                 | Chaz Davies        | Todas              |
| Rossair AEP Racing             | BMW                | BMW S1000RR          | 20                 | David Johnson      | 1                  |
| BMW Motorrad Motorsport        | BMW                | BMW S1000RR          | 33                 | Marco Melandri     | Todas              |
| BMW Motorrad Motorsport        | BMW                | BMW S1000RR          | 91                 | Leon Haslam        | Todas              |
| Team Effenbert Liberty Racing  | Ducati             | Ducati 1098R         | 50                 | Sylvain Guintoli   | 1–8                |
| Team Effenbert Liberty Racing  | Ducati             | Ducati 1098R         | 57                 | Lorenzo Lanzi      | 12–13              |
| Team Effenbert Liberty Racing  | Ducati             | Ducati 1098R         | 68                 | Brett McCormick    | 2–3, 10, 12–13     |
| Team Effenbert Liberty Racing  | Ducati             | Ducati 1098R         | 96                 | Jakub Smrž         | 1–10               |
| Team Effenbert Liberty Racing  | Ducati             | Ducati 1098R         | 121                | Maxime Berger      | 1–10, 12           |
| PATA Racing Team               | Ducati             | Ducati 1098R         | 50                 | Sylvain Guintoli   | 10–14              |
| PATA Racing Team               | Ducati             | Ducati 1098R         | 87                 | Lorenzo Zanetti    | Todas              |
| Red Devils Roma                | Ducati             | Ducati 1098R         | 53                 | Alex Polita        | 9                  |
| Red Devils Roma                | Ducati             | Ducati 1098R         | 59                 | Niccolò Canepa     | 1–8, 10–12         |
| Red Devils Roma                | Ducati             | Ducati 1098R         | 121                | Maxime Berger      | 14                 |
| Red Devils Roma                | Ducati             | Ducati 1098R         | 151                | Matteo Baiocco     | 13                 |
| BMW Motorrad Italia GoldBet    | BMW                | BMW S1000RR          | 84                 | Michel Fabrizio    | Todas              |
| BMW Motorrad Italia GoldBet    | BMW                | BMW S1000RR          | 86                 | Ayrton Badovini    | Todas              |
| Barni Racing Team Italia       | Ducati             | Ducati 1098R         | 151                | Matteo Baiocco     | 7                  |

| Legenda             |
| ------------------- |
| Piloto da Temporada |
| Piloto Convidado    |
| Piloto Substituto   |

## Classificação do campeonato

### Classificação de pilotos
| Pos. | Piloto            | Moto     | PHI | PHI | IMO | IMO | ASS | ASS | MNZ | MNZ | DON | DON | EUA | EUA | SMR | SMR | SPA | SPA | CZE | CZE | GBR | GBR | RUS | RUS | GER | GER | POR | POR | FRA | FRA | Pts   |
| Pos. | Piloto            | Moto     | R1  | R2  | R1  | R2  | R1  | R2  | R1  | R2  | R1  | R2  | R1  | R2  | R1  | R2  | R1  | R2  | R1  | R2  | R1  | R2  | R1  | R2  | R1  | R2  | R1  | R2  | R1  | R2  | Pts   |
| ---- | ----------------- | -------- | --- | --- | --- | --- | --- | --- | --- | --- | --- | --- | --- | --- | --- | --- | --- | --- | --- | --- | --- | --- | --- | --- | --- | --- | --- | --- | --- | --- | ----- |
| 1    | Max Biaggi        | Aprilia  | 1   | 2   | 4   | 4   | 4   | 8   | C   | 5   | 5   | 2   | 3   | 3   | 1   | 1   | 1   | 4   | 6   | 4   | Ret | 11  | 3   | Ret | 1   | 13  | 4   | 3   | Ret | 5   | 358   |
| 2    | Tom Sykes         | Kawasaki | 4   | 3   | 2   | 2   | Ret | 6   | C   | 1   | 3   | 3   | 8   | 5   | 4   | 7   | Ret | 8   | 2   | 2   | 8   | 12  | 1   | 2   | 4   | 5   | 1   | Ret | 3   | 1   | 357.5 |
| 3    | Marco Melandri    | BMW      | 2   | 6   | 6   | 10  | 9   | 4   | C   | 4   | 1   | Ret | 2   | 1   | Ret | 4   | 2   | 1   | 1   | 1   | 7   | 8   | 2   | 1   | Ret | Ret | Ret | DNS | 2   | Ret | 328.5 |
| 4    | Carlos Checa      | Ducati   | Ret | 1   | 1   | 1   | 3   | 17  | C   | 7   | 6   | Ret | 1   | Ret | 2   | Ret | 3   | 7   | 4   | 3   | 5   | 6   | Ret | 4   | 12  | 6   | 2   | 5   | Ret | 7   | 287.5 |
| 5    | Jonathan Rea      | Honda    | 7   | 4   | 9   | 5   | Ret | 1   | C   | 6   | 4   | 1   | 4   | 2   | 5   | 2   | 16  | 5   | Ret | 12  | 4   | 9   | Ret | 7   | Ret | 4   | 6   | 2   | 13  | 2   | 278.5 |
| 6    | Eugene Laverty    | Aprilia  | Ret | 8   | 5   | 6   | 5   | 3   | C   | 3   | 15  | Ret | 5   | 6   | 7   | Ret | 5   | 2   | 5   | 5   | 10  | 4   | 4   | Ret | 2   | 2   | 13  | 1   | 7   | 4   | 263.5 |
| 7    | Sylvain Guintoli  | Ducati   | 3   | Ret | Ret | 11  | 1   | 2   | C   | DNS | 8   | 5   | 12  | 10  | 8   | Ret | 12  | 13  |     |     | 16  | 1   | Ret | 11  | 6   | 10  | 3   | 4   | 1   | 3   | 213.5 |
| 8    | Leon Haslam       | BMW      | 12  | 5   | 3   | 3   | Ret | 5   | C   | 2   | 2   | 15  | 10  | 8   | 12  | 3   | 7   | 6   | 7   | 7   | 6   | 17  | 6   | Ret | 7   | Ret | 19  | Ret | 5   | Ret | 200   |
| 9    | Chaz Davies       | Aprilia  | DNS | DNS | Ret | 14  | Ret | Ret | C   | 12  | 12  | 7   | 7   | 4   | 6   | Ret | 4   | 3   | 11  | 6   | 14  | 7   | Ret | 3   | 3   | 1   | Ret | Ret | Ret | 8   | 164.5 |
| 10   | Davide Giugliano  | Ducati   | 9   | 13  | Ret | Ret | 2   | 9   | C   | 8   | 7   | Ret | 11  | 7   | 3   | Ret | 8   | 10  | Ret | 11  | 9   | Ret | Ret | 6   | Ret | 7   | Ret | NC  | 8   | 6   | 143   |
| 11   | Michel Fabrizio   | BMW      | 6   | Ret | Ret | Ret | 6   | 10  | C   | DNS | 10  | 13  | 9   | 12  | 14  | 6   | 6   | 11  | 8   | 10  | 2   | 13  | 5   | Ret | Ret | Ret | 10  | 8   | 12  | Ret | 137.5 |
| 12   | Ayrton Badovini   | BMW      | Ret | Ret | 15  | 15  | Ret | 7   | C   | 10  | 11  | 6   | 14  | 13  | 11  | 5   | Ret | 9   | Ret | Ret | 3   | Ret | 12  | 8   | 9   | 9   | 9   | 6   | 6   | 9   | 133   |
| 13   | Loris Baz         | Kawasaki |     |     |     |     |     |     |     |     | 16  | 8   | 15  | 14  | Ret | 8   | Ret | 20  | 3   | 8   | 1   | 2   | 11  | 9   | Ret | 8   | 7   | 7   | 10  | Ret | 122   |
| 14   | Leon Camier       | Suzuki   | 17  | 12  | Ret | 8   | Ret | 14  | C   | 15  | 9   | 4   | 13  | 11  | 10  | 15  | 9   | Ret | 14  | 9   | Ret | Ret | 15  | 5   | 5   | 3   | 11  | Ret | Ret | 10  | 115.5 |
| 15   | Jakub Smrž        | Ducati   | 5   | 11  | 11  | 7   | 7   | Ret | C   | 9   | 14  | Ret | 6   | 9   | 9   | 9   | Ret | DNS | 10  | 13  | 17  | 3   |     |     |     |     |     |     |     |     | 92.5  |
| 16   | Maxime Berger     | Ducati   | 13  | 7   | 12  | 12  | 11  | Ret | C   | 13  | 13  | Ret | 16  | 15  | 13  | 11  | 10  | 12  | 9   | 15  | 11  | 5   |     |     | 11  | 14  |     |     | 4   | 11  | 92    |
| 17   | Lorenzo Zanetti   | Ducati   | 11  | 14  | 8   | 13  | 14  | Ret | C   | 14  | 18  | 12  | Ret | Ret | Ret | Ret | 13  | 14  | 16  | 16  | 12  | 16  | 8   | 10  | 8   | 11  | 16  | 12  | Ret | 13  | 68    |
| 18   | Hiroshi Aoyama    | Honda    | 8   | 9   | 18  | Ret | 12  | 13  | C   | 11  | 17  | 10  | 17  | DNS | 16  | 12  | 14  | 15  | Ret | Ret | 13  | 14  | 13  | Ret | 10  | 15  | 8   | Ret | Ret | 14  | 61.5  |
| 19   | John Hopkins      | Suzuki   |     |     | 13  | Ret | Ret | 11  | C   | DNS |     |     | Ret | 16  | 17  | 14  | 15  | Ret | 15  | 14  | Ret | 10  | 9   | 12  | 13  | 12  | 12  | 11  | DNS | DNS | 44    |
| 20   | Niccolò Canepa    | Ducati   | 20  | 10  | 10  | Ret | 8   | Ret | C   | 17  | 19  | 11  | Ret | Ret | 18  | 13  | 11  | 17  |     |     | Ret | 15  | 7   | Ret | DNS | DNS |     |     |     |     | 42.5  |
| 21   | David Salom       | Kawasaki | 14  | Ret | 19  | 17  | 13  | 12  | C   | DNS |     |     | Ret | Ret | Ret | Ret | Ret | 16  | 18  | Ret | 15  | Ret | 10  | 13  | DNS | DNS | Ret | 13  |     |     | 22    |
| 22   | Brett McCormick   | Ducati   |     |     | 16  | 16  | Ret | Ret |     |     |     |     |     |     |     |     |     |     |     |     | DNS | DNS |     |     | 15  | Ret | 5   | 9   |     |     | 19    |
| 23   | Joan Lascorz      | Kawasaki | 15  | Ret | 7   | 9   |     |     |     |     |     |     |     |     |     |     |     |     |     |     |     |     |     |     |     |     |     |     |     |     | 17    |
| 24   | Claudio Corti     | Kawasaki |     |     |     |     |     |     |     |     |     |     |     |     |     |     |     |     |     |     |     |     |     |     |     |     |     |     | 9   | 12  | 11    |
| 25   | Norino Brignola   | BMW      |     |     |     |     |     |     |     |     |     |     |     |     |     |     | 17  | 19  | 13  | 17  | DNS | DNS |     |     | 17  | 17  | 17  | 15  | 11  | 15  | 10    |
| 26   | Leandro Mercado   | Kawasaki |     |     | 14  | Ret | 10  | 15  | C   | 16  | Ret | Ret | Ret | 17  | 19  | 16  | Ret | 18  | Ret | DNS |     |     |     |     |     |     |     |     |     |     | 9     |
| 27   | Lorenzo Lanzi     | Ducati   |     |     |     |     |     |     |     |     |     |     |     |     |     |     |     |     |     |     |     |     |     |     | 14  | 16  | 18  | 10  |     |     | 8     |
| 28   | Matteo Baiocco    | Ducati   |     |     |     |     |     |     |     |     |     |     |     |     | 15  | 10  |     |     |     |     |     |     |     |     |     |     | 15  | Ret |     |     | 8     |
| 29   | Alexander Lundh   | Kawasaki |     |     |     |     |     |     |     |     |     |     |     |     |     |     |     |     |     |     |     |     | 14  | 14  | 16  | Ret | 14  | 14  | DNS | DNS | 8     |
| 30   | Peter Hickman     | Suzuki   |     |     |     |     |     |     |     |     | NC  | 9   |     |     |     |     |     |     |     |     |     |     |     |     |     |     |     |     |     |     | 7     |
| 31   | Bryan Staring     | Kawasaki | 10  | 16  |     |     |     |     |     |     |     |     |     |     |     |     |     |     |     |     |     |     |     |     |     |     |     |     |     |     | 6     |
| 32   | Alessandro Polita | Ducati   |     |     |     |     |     |     |     |     |     |     |     |     |     |     |     |     | 12  | Ret |     |     |     |     |     |     |     |     |     |     | 4     |
| 33   | Mark Aitchison    | BMW      | 18  | Ret | 17  | 18  | 15  | 16  | C   | DNS | NC  | 14  |     |     |     |     |     |     |     |     |     |     |     |     |     |     |     |     |     |     | 3     |
| 34   | Josh Brookes      | Suzuki   | 16  | 15  |     |     |     |     |     |     |     |     |     |     |     |     |     |     |     |     |     |     |     |     |     |     |     |     |     |     | 1     |
| 35   | David McFadden    | Kawasaki |     |     |     |     |     |     |     |     |     |     |     |     |     |     |     |     |     |     |     |     | 16  | Ret |     |     |     |     |     |     | 0     |
| 36   | Viktor Kispataki  | Honda    |     |     |     |     |     |     |     |     |     |     |     |     |     |     |     |     | 17  | 18  |     |     |     |     |     |     |     |     |     |     | 0     |
| 37   | Federico Sandi    | BMW      |     |     |     |     |     |     |     |     |     |     |     |     | 20  | 17  |     |     |     |     |     |     |     |     |     |     |     |     |     |     | 0     |
| 38   | Raffaele De Rosa  | Honda    | Ret | 17  |     |     |     |     |     |     |     |     |     |     |     |     |     |     |     |     |     |     |     |     |     |     |     |     |     |     | 0     |
| 39   | Shane Turpin      | Ducati   |     |     |     |     |     |     |     |     |     |     | 18  | 19  |     |     |     |     |     |     |     |     |     |     |     |     |     |     |     |     | 0     |
| 40   | Jake Holden       | BMW      |     |     |     |     |     |     |     |     |     |     | 19  | 18  |     |     |     |     |     |     |     |     |     |     |     |     |     |     |     |     | 0     |
| 41   | David Johnson     | BMW      | 19  | Ret |     |     |     |     |     |     |     |     |     |     |     |     |     |     |     |     |     |     |     |     |     |     |     |     |     |     | 0     |
| 41   | David Johnson     | Kawasaki |     |     |     |     |     |     |     |     |     |     |     |     |     |     |     |     |     |     | DNS | DNS |     |     |     |     |     |     |     |     | 0     |
| 42   | Lorenzo Alfonsi   | Honda    |     |     | Ret | Ret |     |     |     |     |     |     |     |     |     |     |     |     |     |     |     |     |     |     |     |     |     |     |     |     | 0     |
| 43   | Gary Mason        | Kawasaki |     |     |     |     |     |     |     |     | Ret | Ret |     |     |     |     |     |     |     |     |     |     |     |     |     |     |     |     |     |     | 0     |
| 44   | Sergio Gadea      | Kawasaki |     |     |     |     |     |     | C   | DNS |     |     |     |     |     |     |     |     |     |     |     |     |     |     |     |     |     |     |     |     | 0     |
| Pos. | Piloto            | Moto     | PHI | PHI | IMO | IMO | ASS | ASS | MNZ | MNZ | DON | DON | EUA | EUA | SMR | SMR | SPA | SPA | CZE | CZE | GBR | GBR | RUS | RUS | GER | GER | POR | POR | FRA | FRA | Pts   |

| Cor      | Resultado            |
| -------- | -------------------- |
| Ouro     | Vencedor             |
| Prata    | 2º lugar             |
| Bronze   | 3º lugar             |
| Verde    | Terminou, nos pontos |
| Azul     | Terminou, sem pontos |
| Púrpura  | Retirou-se (Ret)     |
| Vermelho | Não qualificado (NQ) |
| Preto    | Desqualificado (DSQ) |
| Branco   | Não largou (NL)      |
| Sem cor  | Não participou (NP)  |
| Sem cor  | Lesionado (Les)      |
| Sem cor  | Excluído (EX)        |

### Classificação de construtores
| Pos. | Construtor | PHI | PHI | IMO | IMO | ASS | ASS | MNZ | MNZ | DON | DON | EUA | EUA | SMR | SMR | SPA | SPA | CZE | CZE | GBR | GBR | RUS | RUS | GER | GER | POR | POR | FRA | FRA | Pts   |
| Pos. | Construtor | R1  | R2  | R1  | R2  | R1  | R2  | R1  | R2  | R1  | R2  | R1  | R2  | R1  | R2  | R1  | R2  | R1  | R2  | R1  | R2  | R1  | R2  | R1  | R2  | R1  | R2  | R1  | R2  | Pts   |
| ---- | ---------- | --- | --- | --- | --- | --- | --- | --- | --- | --- | --- | --- | --- | --- | --- | --- | --- | --- | --- | --- | --- | --- | --- | --- | --- | --- | --- | --- | --- | ----- |
| 1    | Aprilia    | 1   | 2   | 4   | 4   | 4   | 3   | C   | 3   | 5   | 2   | 3   | 3   | 1   | 1   | 1   | 2   | 5   | 4   | 10  | 4   | 3   | 3   | 1   | 1   | 4   | 1   | 7   | 4   | 444.5 |
| 2    | BMW        | 2   | 5   | 3   | 3   | 6   | 4   | C   | 2   | 1   | 6   | 2   | 1   | 11  | 3   | 2   | 1   | 1   | 1   | 2   | 8   | 2   | 1   | 7   | 9   | 9   | 6   | 2   | 9   | 421   |
| 3    | Ducati     | 3   | 1   | 1   | 1   | 1   | 2   | C   | 7   | 6   | 5   | 1   | 7   | 2   | 9   | 3   | 7   | 4   | 3   | 5   | 1   | 7   | 4   | 6   | 6   | 2   | 4   | 1   | 3   | 416   |
| 4    | Kawasaki   | 4   | 3   | 2   | 2   | 10  | 6   | C   | 1   | 3   | 3   | 8   | 5   | 4   | 7   | Ret | 8   | 2   | 2   | 1   | 2   | 1   | 2   | 4   | 5   | 1   | 7   | 3   | 1   | 397.5 |
| 5    | Honda      | 7   | 4   | 9   | 5   | 12  | 1   | C   | 6   | 4   | 1   | 4   | 2   | 5   | 2   | 14  | 5   | 17  | 12  | 4   | 9   | 13  | 7   | 10  | 4   | 6   | 2   | 13  | 2   | 293.5 |
| 6    | Suzuki     | 16  | 12  | 13  | 8   | Ret | 11  | C   | 15  | 9   | 4   | 13  | 11  | 10  | 14  | 9   | Ret | 14  | 9   | Ret | 10  | 9   | 5   | 5   | 3   | 11  | 11  | Ret | 10  | 136.5 |
| Pos. | Construtor | PHI | PHI | IMO | IMO | ASS | ASS | MNZ | MNZ | DON | DON | EUA | EUA | SMR | SMR | SPA | SPA | CZE | CZE | GBR | GBR | RUS | RUS | GER | GER | POR | POR | FRA | FRA | Pts   |

- As segundas corridas em Monza e Silverstone foram interrompidas cedo e foram atribuídos metade dos pontos.

## Exibição no Brasil
| Transmissão | Transmissão                 |
| ----------- | --------------------------- |
| ESPN Brasil | Narração: Luiz Carlos Largo |
| ESPN Brasil | Narração: Dudu Monsanto     |
| ESPN Brasil | Comentários: Gian Calabrese |
| ESPN Brasil | Comentários: Flávio Gomes   |